# مخواس
مخواس (Mukhwas) هي وجبة قد جاءت من جنوب آسيا، وتعتبر أنها وجبة خفيفة بعد الوجبة الرئيسية، وهي وجبة غنية بالألوان، أما البعض الآخر يجدها كمساعد على الهضم، في حين أن أكثر أسباب استخدامها كمعطر للفم، خاصة بعد الوجبات.

## المكونات
تتكون وجبة مخواس من مختلف البذور والمكسرات مثل: الشمر، واليانسون، وجوز الهند، والكزبرة، والسمسم

## الطعم
لدى طعم المخواس نكهة حلوة، وهي عطرية للغاية، ويعود ذلك بسبب السكر المضاف مع اضافة الزيوت الاساسية المختلفة مثل: زيت النعناع. ويمكن لتلك البذور ان تكون حلوة او مالحة.

## الشكل
تأتي وجبة المخواس على شكلا:
- مغلفة بالسكر
- ذات ألوان زهية

## اصل الكلمة
أن كلمة مخواس (mukhwas) عبارة عن دمج للكلمات السنسكريتية much والتي تعني فم، وvass التي تعني رائحة.
أن كلمة مخواس (mukhwas) عبارة عن دمج للكلمات السنسكريتية much والتي تعني فم، وvass التي تعني رائحة.

## انظر ايضا
- ماوسشيس (Muisjes)
- مطبخ نيبالي

## لمصادر
1. ↑  "المطبخ الآسيوي". ويكيبيديا. 28 ديسمبر 2022.